# Åmsele
För andra betydelser, se Åmsele (olika betydelser).
Åmsele är en småort i Åmsele distrikt (Degerfors socken) i Vindelns kommun som ligger utspridd efter länsväg 363 vid det sel i Vindelälven där biflödet Åman mynnar. 2015 förlorade Åmsele sin status som tätort på grund av folkmängden minskat till under 200 personer.

## Geografi

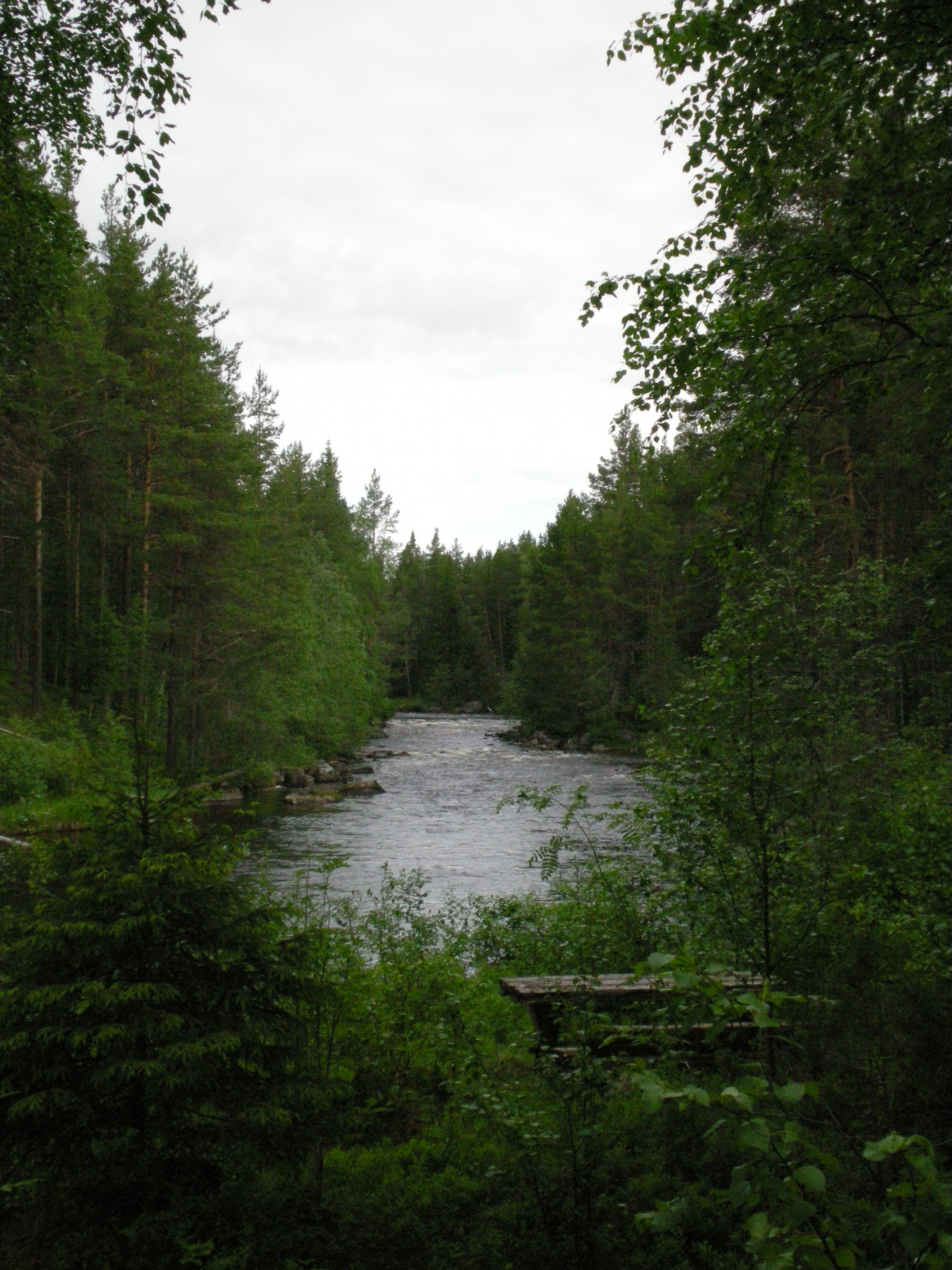
Åman.

Biflödet Åman är den å som gett Åmsele sitt namn. Ån har sitt ursprung i Rentjärnen norr om Åmliden i Malå kommun och mynnar i Vindelälven. Ån har fem mindre forsar. Den första, Noret, och den sista, Kvarnforsen, är utbyggda med vattenkraftverk som ägs av Skellefteå Kraft. I Åmans andra fors finns en permanent kanotslalombana. Strax innan den sista forsen och dammen finns Åmsele Camping där det finns en badplats.

## Historia

### 1700-talet
Åmsele grundades år 1737 av nybyggaren Anders Danielsson. Fiskerätten hade tidigare tillhört ett hemman vid Hjuken, tre mil nedströms Vindelälven. Från början var det två nybyggare, men det ena nybygget övergavs 1738. Kvar blev Danielsson. Några små åkrar och slåttermarker fanns från början i anslutning till gårdarna. Efter 13 år hade Danielsson tagit upp tre hektar åkermark och ägde 17 kor och 60 får och getter. Under sin livstid tog han upp ytterligare fyra nybyggen för sina barn och barnbarn. För sin insats som nybyggare belönades han av landshövdingen med en silvermedalj.
En skattläggningskarta från 1774 anger att tre stora ängar vid älven användes av byn. De fanns vid Aggbäcken, Maltlänningen och Mårdseleholmarna. Troligtvis nyttjades även myrar som låg längre in från älven. Avståndet mellan Åmsele och Mårdseleholmarna är över en mil fågelvägen, men tycks inte ha avskräckt. År 1786 räknades tre hushåll i Åmsele by.
Avvittringen för Åmsele by skedde 1786, då byns gränser fastslogs. Byskogen uppmättes till 11 392 tunnland och 1 316 tunnland av dessa undantogs till skatteskog och disponerades fritt av byn. Resten av skogen inom det avvittrade området tillhörde kronan. Det avvittrade området sträckte sig från Bastuforsen nedströms byn, längs älven, till Mårdseleholmarna uppströms. Utanför byns gränser tog olika nybyggens marker vid, såsom Abborträsk, Bjursele och Holmträsk nybyggesägor. Avvittringen av dessa områden skedde långt senare.

### 1800-talet
Under 1800-talet tillkom fyra nybyggen inom Åmseles gränser. År 1805 nämns Kvarnsele och Kvarnbrännan och 1858 Maltbrännan och torpet Vallnäs. Kvarnsele och Kvarbrännan ligger direkt efter Åman uppströms Vindelälven och är idag en del av byn Åmsele. Vallnäs torp ligger mitt emot byns mest nordliga bebyggelse på andra sidan älven. 1858 fanns tio hushåll inom Åmsele by med sammanlagt 60 personer och till dessa kom då nybyggena ovan med fem hushåll och totalt 29 personer, alltså en befolkning om totalt 89 personer fördelade på 15 hushåll.
En ny avvittring ägde rum 1858–1860 då 2 768 tunnland avsattes till Åmsele skatteskog. Ökningen jämfört med år 1786 berodde på nya riktlinjer. Kronoparken Åman bildades öster om Åmsele 1865 och vid samma tillfälle kronoparken Fälltjärnliden. Gränserna var därmed fastställda för framtiden.
År 1874 stod kyrkan i byn färdig och 1892 stod byns nya kvarn klar.

### Barnmorskehuset
I början av 1890-talet uppfördes barnmorskehuset i Åmsele och att barnmorskehuset placerades i just Åmsele var av strategiska skäl. Riskerna för barn och mor i samband med förlossningen minskade om barnmorskan hann fram i tid och Åmsele ansågs ligga bra till. Dels var orten en av socknens större jordbruksbyar och dels bidrog även flottningen och det senare byggandet av järnvägen till byns tillväxt. Fastighetsägare i 35 byar lämnade bidrag till bygget i form av virke och kontanter. 
Den ena av de två barnmorskorna som på 1870-talet fanns i Degerfors socken fick redan 1878 sin tjänst förlagd till Åmsele. Barnmorskan, Anna Andersson, från Umeå, flyttade dock inte från Ekorrsele där tjänsten varit placerad tidigare. 
Barnmorskehuset kom aldrig att brukas som tänkt. Mathilda Glas, den första barnmorskan som bosatte sig i Åmsele 1887 fortsatte att vara inneboende i ett av byns hemman trots att huset stod klart. När Glas pensionerades 1906 efterträddes hon av Anna M Sandberg, från Holmsund, som redan var gift och hade egen gård. Inte heller Sandbergs efterträdare Alma C Strömsten och Ingegerd Johansson bodde i huset, av samma anledning. Johansson blev den sista barnmorskan innan distriktet lades ned. Då hade det blivit vanligare att föda på sjukstugan i Degerfors (Vindeln).
Huset användes senare av både mjölnare och skomakare. Skomakeriet öppnade 1918 och därefter har huset också använts som Konsumbutik. 
Åmsele byamän förvaltar byggnaden idag. Den renoverades 1994 inom ramen för projektet Byggnadsvård i Riksintressemiljöer. 

### Skolundervisning
Under 1800-talets senare del lärde sig barnen i Åmsele så pass mycket att de kunde läsa och skriva. Någon särskild skolbyggnad fanns inte utan undervisningen ordnades i olika hus och alla barn undervisades i samma klassrum, fast på olika tider. De yngre barnen fick sin undervisning under ett antal veckor i början av hösten och de äldre barnen under den kallare delen av året under veckan. På lördagen fick de yngre barnen komma till skolan och få sina läxor förhörda. Från början satt eleverna vid ett stort bord, men senare beslutades att föräldrarna skulle tillverka en skolbänk åt sina barn. Bänkarna blev olika till utseende och färg. Varje bänk hade plats för två barn. En av de första lärarinnorna var Karolina Johansson som hade tjänst ca 1895–1900.
År 1915 stod den första skolbyggnaden i byn klar och folkskola inrättades med heltidsläsning. Nya skolbänkar kom och därtill mer undervisningsmaterial. Gamla skolhuset användes till 1959 då dagens skolbyggnad stod klar. Innan dess hade skolhuset blivit för litet och flera klasser fick hyras in i de missionshus som fanns i byn. 

### Flygfält
Åmseles nedlagda flygfält norr om byn brukades tidigare av försvaret. Det finns flera landningsbanor varav en del även fungerar som landsväg. Basen var en av de största i norra Europa räknat till yta och antal landningsbanor. Flygfältet har genom åren använts av Norrbottens flygflottilj i Luleå, senare av Hälsinge flygflottilj i Söderhamn. Vid den senare flottiljens nedläggning överfördes flygfältet till Jämtlands flygflottilj på Frösön, för att slutligen pensioneras såsom fältbas för flygvapnet. Flygfältet ägs numera av en privatperson.

### Kvarnen

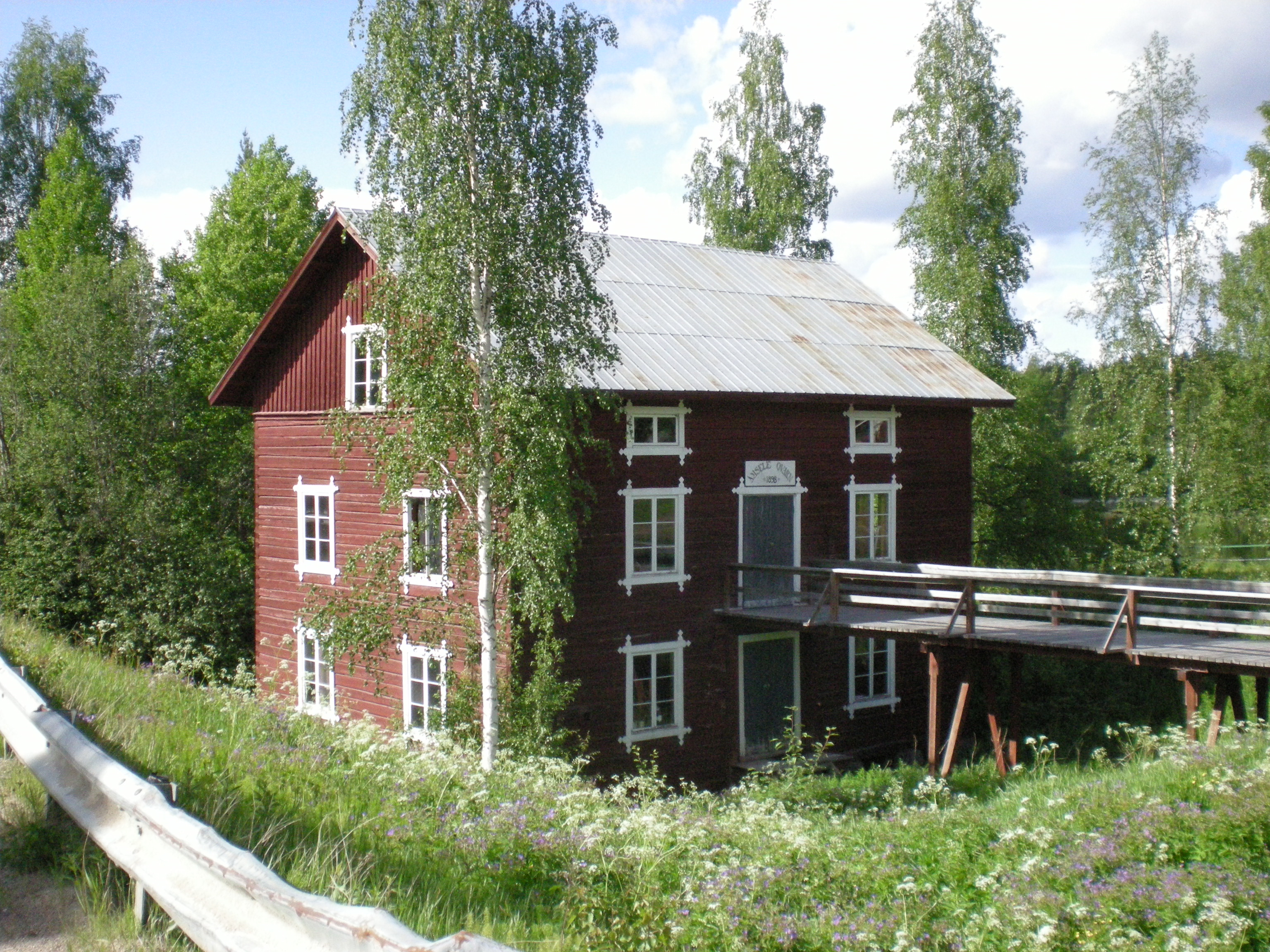
Kvarnen i Åmsele stod klar 1892.

Kvarnen i Åmsele stod klar 1892. En mindre skvaltkvarn hade tidigare funnits på platsen. Den nya kvarnen hade en kapacitet på minst två ton korn per dag. På 1950-talet gjorde förbättrade kommunikationer att byns bönder skickade sitt korn söderut och verksamheten upphörde till sist.
Vid laga skifte 1873 avsattes mark till kvarnen på den södra sidan av Kvarnforsen. Samtidigt avsattes också mark till ett sågverk på den norra sidan, mitt emot kvarnen. Från Västerbottens läns södra delar anlitades timmermän för bygget och folk från Åmsele och de intilliggande byarna fick hjälpa till med endera virke eller eget arbete. Inget stöd lämnades från stat eller kommun. 
Driften av kvarnen var mycket viktig för Åmsele med omnejd, inte minst under andra världskriget, en tid då det var ont om mat och allt det malda skulle redovisas och fördelas. Det berättas att en av mjölnarna var för snäll mot sina medmänniskor och malde "svart i svarta natten". För detta brott dömdes han till en månads fängelse.[källa behövs]

### Åmselemorden
Den 3 juli 1988 mördades tre personer på kyrkogården i Åmsele varpå en mycket uppmärksammad jakt på mördaren Juha Valjakkala och hans flickvän Marita Routalammi följde. 

## Befolkningsutveckling
| Befolkningsutvecklingen i Åmsele 1960–2020   | Befolkningsutvecklingen i Åmsele 1960–2020 | Befolkningsutvecklingen i Åmsele 1960–2020 | Befolkningsutvecklingen i Åmsele 1960–2020 | Befolkningsutvecklingen i Åmsele 1960–2020 |
| -------------------------------------------- | ------------------------------------------ | ------------------------------------------ | ------------------------------------------ | ------------------------------------------ |
|                                              |                                            |                                            |                                            |                                            |
| År                                           |                                            |                                            | Folkmängd                                  | Areal (ha)                                 |
| 1960                                         | 1960                                       |                                            | 387                                        |                                            |
| 1965                                         | 1965                                       |                                            | 402                                        |                                            |
| 1970                                         | 1970                                       |                                            | 374                                        |                                            |
| 1975                                         | 1975                                       |                                            | 333                                        |                                            |
| 1980                                         | 1980                                       |                                            | 329                                        |                                            |
| 1990                                         | 1990                                       |                                            | 258                                        | 81                                         |
| 1995                                         | 1995                                       |                                            | 247                                        | 82                                         |
| 2000                                         | 2000                                       |                                            | 209                                        | 82                                         |
| 2005                                         | 2005                                       |                                            | 201                                        | 82                                         |
| 2010                                         | 2010                                       |                                            | 209                                        | 81                                         |
| 2015                                         | 2015                                       |                                            | 182                                        | 85#                                        |
| 2020                                         | 2020                                       |                                            | 161                                        | 84#                                        |
| Anm.: Ej tätort 2015 och 2020. # Som småort. |                                            |                                            |                                            |                                            |

## Samhället
Åmsele kyrka började byggas 1872 och stod klar 1874. Idén till kyrkbygget kom dock redan på 1860-talet. Den är ritad av flottningsinspektör Carl Bergström i nyklassisk stil. Kyrkan är vackert belägen vid Vindelälven. Kyrktornet är 24 meter högt och kyrkan har plats för 500 personer. Altartavlan är målad av Leander Engström och föreställer Jesu korsfästelse. Den och annan konst i kyrkan målades 1926 och blev Engströms sista verk.

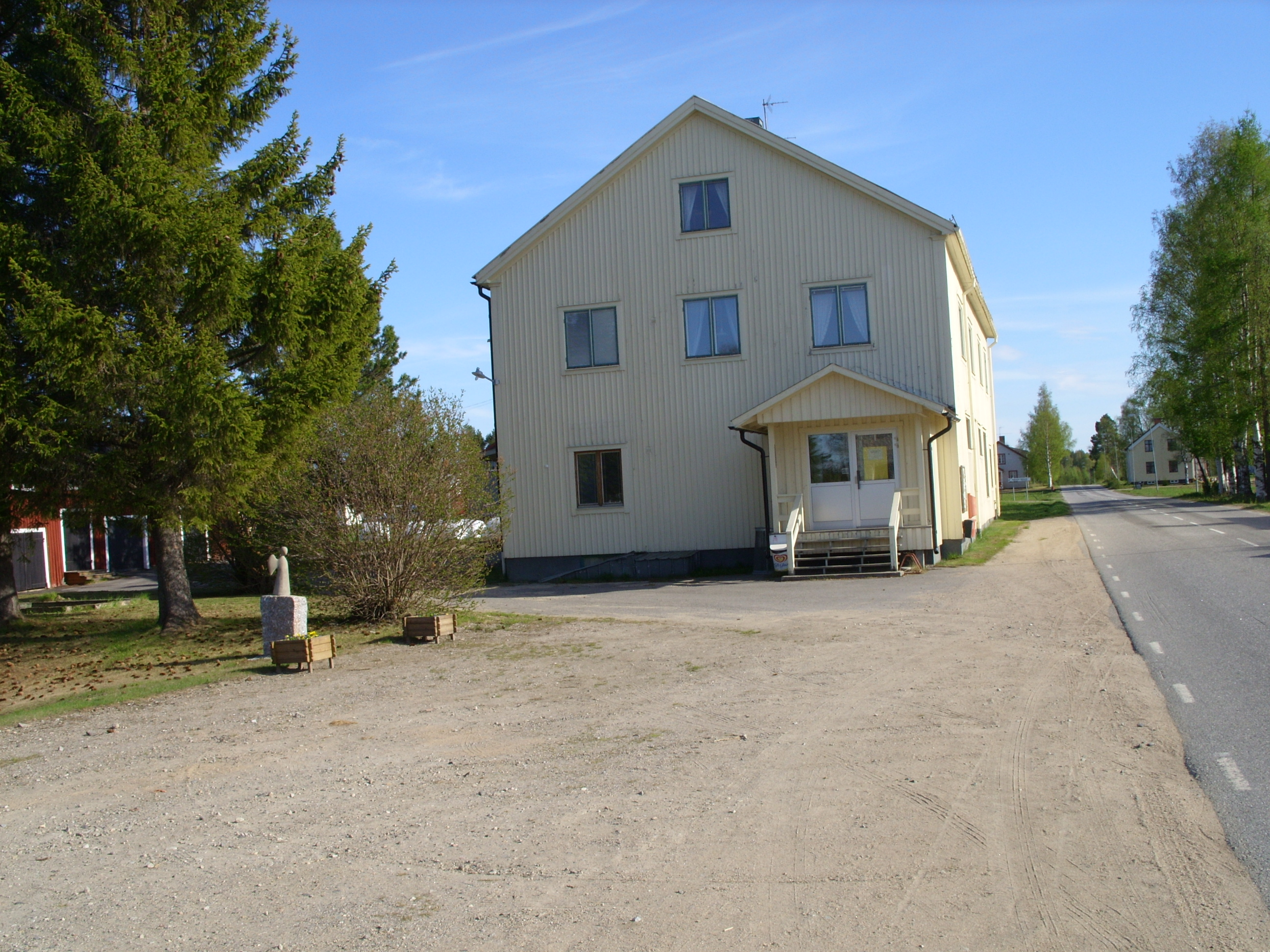
Kulturhuset i Åmsele

Ett kulturhus (före detta ICA) invigdes våren 2007 av konstnären Lehna Edwall, genom placeringen av Unitehopeproject-ängeln på tomten. Kulturhuset drevs i privat regi av Monica och Eduard Gaudy och finansierades av kvarlåtenskap från konstnären och skulptören Thorwald Alef.

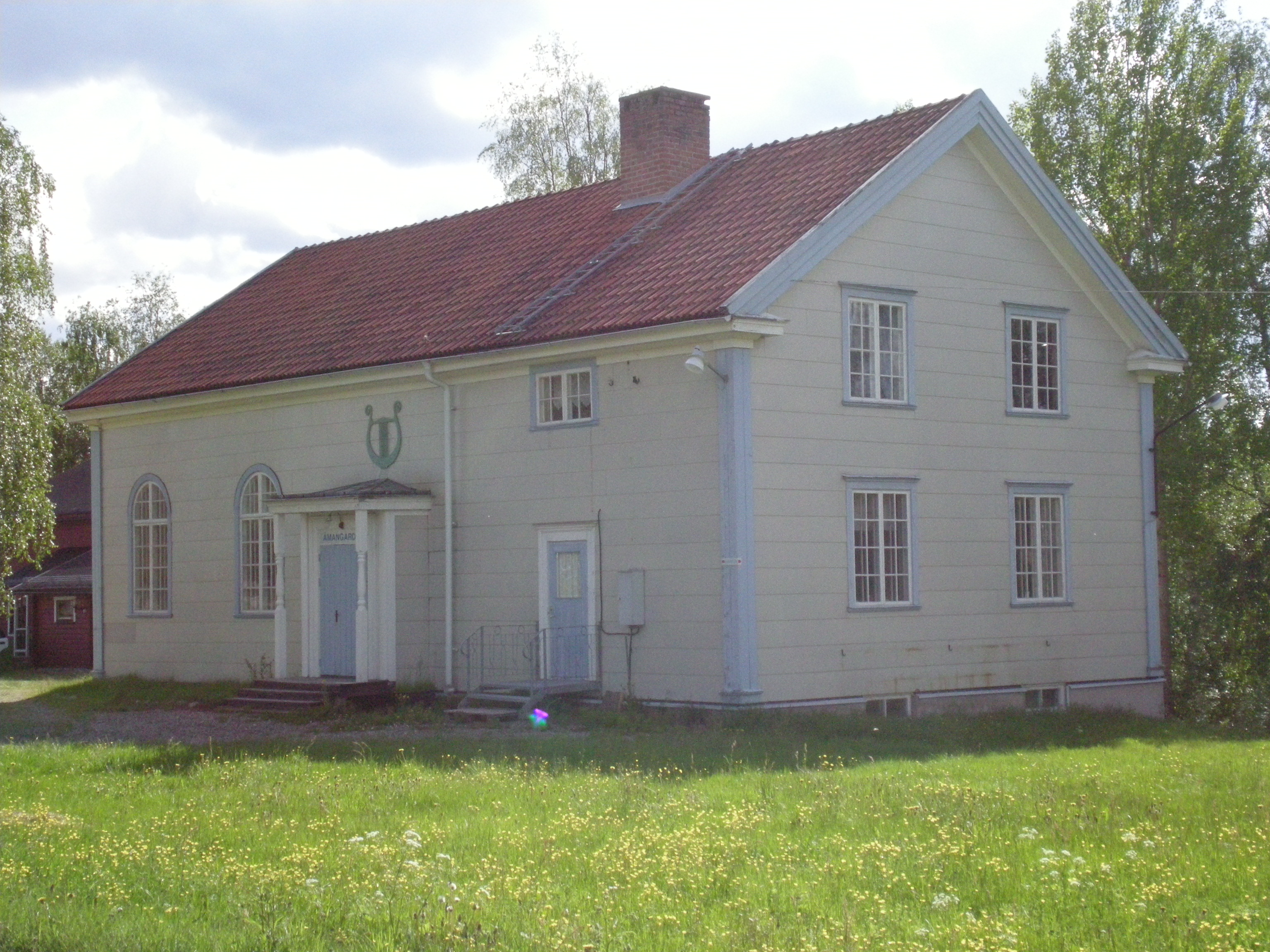
Åmangården / Missionshuset i Åmsele.

Svenska missionsförbundet bildade en av sina första församlingar i socknen i Åmsele 1888. Församlingens syfte var att "bedriva missionsverksamhet för människors frälsning".  Missionshuset invigdes år 1900. Under 1990-talet fanns Föreningen Vindelälven i byggnaden och den benämndes då Åmangården. Numera ägs huset av privatpersoner.

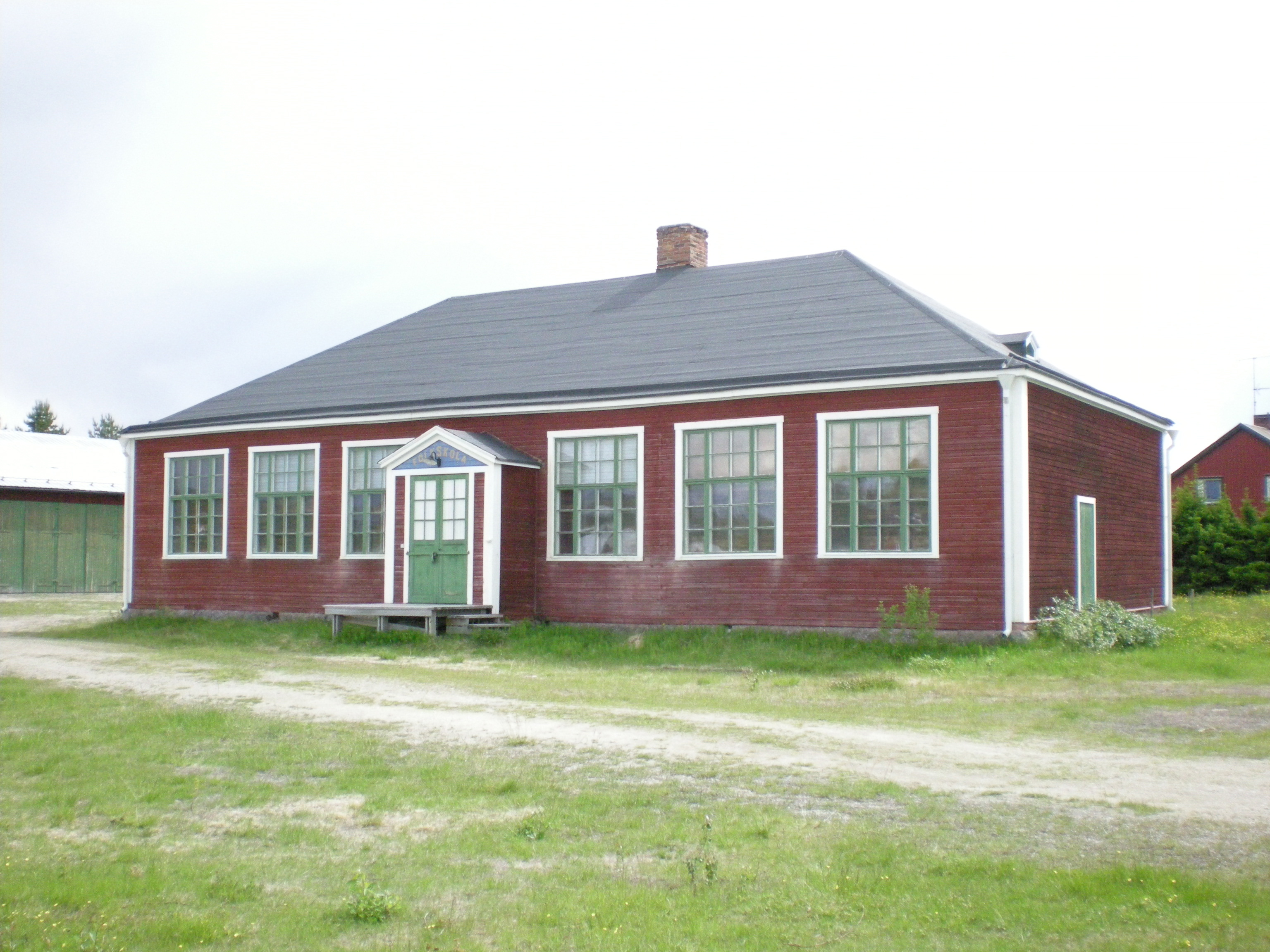
Gamla folkskolan i Åmsele.

I byn finns en småbarnsskola (barnomsorg/skola) med barn från ett års ålder och elever till och med årskurs 3. I skolbyggnaden finns även ett bibliotek. 
Folkets hus flyttade 2008 sin verksamhet till skolans gamla matsal och gymnastiksal som renoverats och fräschats upp. Lokalerna används till fester och andra arrangemang, bland annat biovisning.

## Näringsliv
På orten finns cirka 20 aktiva småföretagare. Detta inkluderar ett snickeri med tillverkning av fönster och en campinganläggning med bland annat kanotuthyrning.

### Handel
Tidigare hade Åmsele både Ica och Konsum. Under en period hade man en egen lokal konsumentförening, Åmsele konsumtionsförening som bildades 1919. Senare drevs butiken av Vindelns konsumtionsförening som med tiden gick upp i Coop Nord. Ortens Ica-butik Lysells hade sitt ursprung i en affärsrörelse startad 1891 av Oscar Lysell. Den drevs sedan av samma familj fram till den 30 juni 2001 när den lades ner. År 2012 valde även Coop Nord att lämna orten. Denna gång räddades dock butiken genom att den såldes och fortsatte drivas som en Handlar'n.